# Coelioxys laticauda
Coelioxys laticauda är en biart som beskrevs av Morawitz 1895. Coelioxys laticauda ingår i släktet kägelbin, och familjen buksamlarbin. Inga underarter finns listade i Catalogue of Life.